# لانكستر جوزيف
لانكستر جوزيف (27 أغسطس 1982 في غرينادا - ) هو لاعب كرة قدم غرينادا في مركز الوسط. شارك مع منتخب غرينادا لكرة القدم. أما مع النوادي، فقد لعب مع Hurricanes SC ‏.

## وصلات خارجية
- لانكستر جوزيف على موقع قاعدة بيانات كرة القدم.إي يو (الإنجليزية)
- لانكستر جوزيف على موقع ناشيونال فوتبول تيمز (الإنجليزية)
- لانكستر جوزيف على موقع Soccerway.com (الإنجليزية)